# 백룡초등학교 (경북)
백룡초등학교는 대한민국 경상북도 영주시 이산면 영봉로 493 (용상리)에 있었던 공립 초등학교이다.

## 연혁
- 1958년 4월 1일 운문국민학교 용상분교장 인가
- 1965년 6월 30일 백룡국민학교 승격
- 1996년 3월 1일 백룡초등학교로 개칭
- 1999년 9월 1일 폐교